# Czewerykinie
Czewerykinie (lit. Čeverykinė) – dawna wieś na Litwie, w okręgu uciańskim, w rejonie ignalińskim.
Dawne nazwy zaścianka to Czeweryczki lub Szewieryszki.

## Historia
W czasach zaborów miejscowość leżała w granicach Imperium Rosyjskiego.
W dwudziestoleciu międzywojennym zaścianek leżał w Polsce, w województwie nowogródzkim (od 1926 w województwie wileńskim), w powiecie brasławskim, w gminie Rymszany.
Według Powszechnego Spisu Ludności z 1921 roku zamieszkiwało tu 12 osób, wszystkie były wyznania rzymskokatolickiego. Jednocześnie 25 mieszkańców zadeklarowało polską przynależność narodową a 73 litewską. Były tu 3 budynki mieszkalne. W 1931 w 2 domach zamieszkiwało 10 osób.
Wierni należeli do parafii rzymskokatolickiej w Rymszanach. Miejscowość podlegała pod Sąd Grodzki w m. Turmont i Okręgowy w Wilnie; właściwy urząd pocztowy mieścił się w Rymszanach.